# Софтфон
Софтфо́н (калька з англ. Software telephone - програмний телефон) — клас програмного забезпечення для персонального комп'ютера для здійснення телефонних (голосових) або відеодзвінків через Інтернет (у загальному випадку через будь-яку IP-мережу) без використання додаткового апаратного забезпечення за винятком гарнітури, USB-телефона, мікрофона і аудіоколонок, вебкамери (у разі відеозв'язку).
Багато сучасних софтфонів дають користувачам можливість спілкуватися за допомогою миттєвих повідомлень, а також підтримують інші функції, притаманні уніфікованим комунікаціям: голосові і відеоконференції, індикація присутності, відправлення SMS і т. ін.

## Протоколи
Софтфони можуть працювати як за власними спеціалізованим закритим протоколам (Skype, Mail.ru Агент, ICQ, QIP), так і по відкритих протоколах SIP та H.323, що дозволяє їх використовувати як абонентське обладнання в системах IP-телефонії. Google Talk використовує XMPP.

## Популярні софтфони
- Skype
- ooVoo
- flaphone
- Sippoint Mini
- NetCall
- Ekiga
- Jitsi
- 3CX Phone